# スチュアート・ピム
スチュアート・ピム（英語: Stuart Leonard Pimm、1949年2月27日 - ）は、生物多様性と保全生態学を専門とする英国出身の米国生物学者・理論生態学者である.。生物多様性ホットスポットの保全や食物網の安定性、絶滅リスクの分析で知られ、タイラー賞（2010年）やコスモス国際賞（2019年）を受賞した。

## 教育
スチュアート・ピムは1949年2月27日、イギリスのダービーシャーで生まれた。オックスフォード大学で学士号を取得後、1974年にニューメキシコ州立大学で環境学の博士号を取得した。博士論文「Community Process and Structure」は、Ralph Raittの指導の下で執筆された。

## 研究
ピムはデューク大学ニコラス環境学校のドリスデューク保全生態学教授である。研究は、食物網の数学的特性、生物多様性ホットスポット、種の絶滅リスクに焦点を当て、複雑な食物網の安定性が単純な食物網より低いことを示した。生物多様性ホットスポットの保全戦略を提唱し、熱帯林やサンゴ礁の保護に貢献した。ロバート・メイ、Peter H. Raven、Joel E. Cohen、Jared Diamondらと共同研究を行い、日本の生態学研究でもその影響が注目されている。

## 著作
ピムは『The Balance of Nature?』（1991年）、『Food Webs』（2002年）、『A Scientist Audits the Earth』（2004年）など複数の著書を出版した。『Nature』や『Science』など250以上の査読済み論文を発表し、『Scientific American』や『National Geographic』にも寄稿した。

## 受賞
ピムは保全生態学の貢献により、以下の賞を受賞した：
- 2004年：アメリカ芸術科学アカデミー会員に選出[15]。
- 2006年：著名な生態学者のためのケンペ賞（国際生態学会）[16]。
- 2006年：ハイネケン賞（環境科学部門、オランダ王立芸術科学アカデミー）[17]。
- 2010年：タイラー賞（環境達成に対する国際賞）[18]。
- 2019年：コスモス国際賞（国際科学技術財団、日本）[3]。

コロンビアの熱帯アンデスの雲霧林で発見された新種のハチは、ピムの保全活動に敬意を表し、Dolichomitus pimmiと命名された。

## Saving Natureの活動
2019年、ピムは非営利団体「Saving Nature」を設立し、熱帯林やサンゴ礁の保全・再生プロジェクトを推進している。前身の「Saving Species」から引き継ぎ、ブラジルやコスタリカでの植林や生息地回復を通じて生物多様性の保護に取り組む。

## 私生活
ピムは1990年にジュリア・キレファーと結婚した。前妻との間に二人の娘がいる。